# Mustafakemalpaşa
Mustafakemalpaşa (antigament Kirmasti) és una ciutat de Turquia, capital del districte de Mustafakemalpaşa a la província de Bursa i la regió de Màrmara. La seva població és de 56.727 habitants (2009; el 1960 tenia 16.900 habitants). Està situada a 65 km al sud-oest de Bursa als dos costats del riu Edrenos Çay (antic Ríndac). La ciutat té diverses mesquites entre les quals una antiga força gran amb inscripcions. A alguns quilòmetres hi ha dues fonts d'aigües minerals (Dümbüldak i Akardja).
El seu nom tradicional fou Kirmasti, que podria derivar del seu nom grec, però no se sap quina ciutat antiga podia ocupar aquest lloc. Xenofont esmenta una Kremastis a la Troade. A l'època romana d'Orient apareix una Aorata, lloc on el 1113 les tropes del general Camitzes, al servei de l'emperador Aleix I Comnè, foren derrotades pels seljúcides. Prop de la moderna ciutat hi ha les restes d'un antic castell romà d'Orient similar al situat a 10 km riu amunt prop de Kesterlek i que junt amb les fortificacions d'Ulubad (l'antiga Lopadion) i de Bursa estarien destinats a parar als turcmans. Sota els otomans la vila no és esmentada fins al segle xix. A la guerra amb Grècia de 1919-1922 la població es va lliurar de ser ocupada pels grecs.
El 1925 fou rebatejada Mustafa Kemal Paşa, i modernament amb el canvi de les normes ortogràfiques del turc, s'ha modificat a Mustafakemalpaşa.